# مانع بتنی جرسی

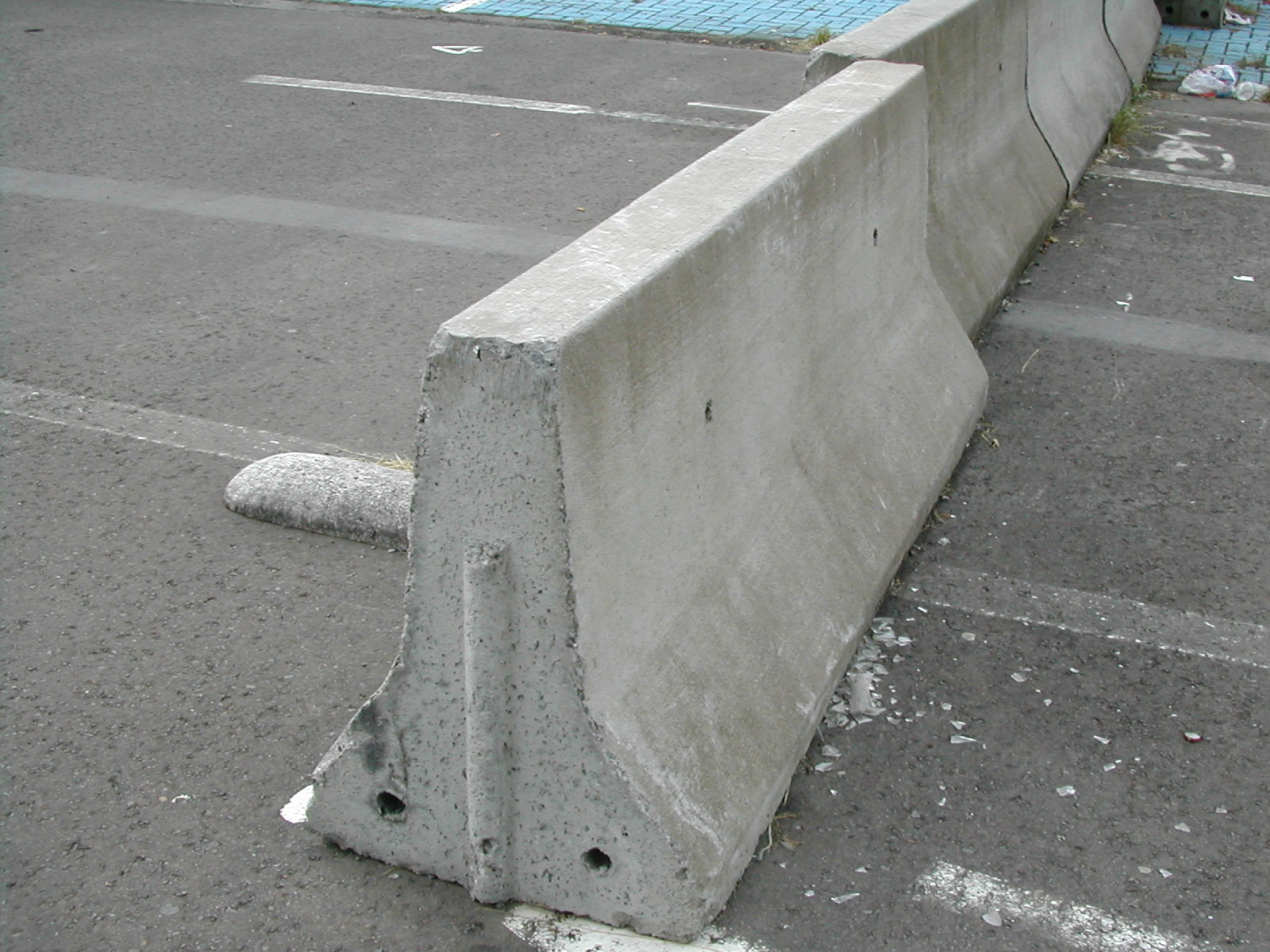
بلوک جرسی بتنی

جداکنندهٔ جرسی (به انگلیسی: Jersey barrier) یا نیوجرسی که در ایران به دلیل داشتن رنگ و مواد مشابه با بلوک سیمانی به طور معمول به آن «بلوک جرسی» گفته می‌شود، قطعات ساخته‌شده از بتن یا پلاستیک است که کاربرد اصلی آنها جداکردن مسیرهای ترافیک جاده‌ها از یکدیگر است، هر چند برای مسدودسازی معابر یا جاده‌ها هم مورد استفاده قرار می‌گیرند. این قطعات به گونه‌ای طراحی شده‌اند که در صورت برخورد خودرو، آسیب کمتری به آن وارد شود و در عین حال، مانع عبور خودرو به مسیر روبه‌رو و تصادف از روبه‌رو (اصطلاحاً تصادف شاخ‌به‌شاخ) شوند. این قطعات در دههٔ ۱۹۵۰ میلادی در مؤسسهٔ فنّاوری استیونز و با هدایت ادارهٔ ایالتیِ بزرگراه‌های نیوجرسی در ایالت نیوجرسی طراحی شدند و نام‌گذاری آنها بر این اساس است. این مانع هم اکنون در بزرگراه ها و آزادراه های بیشتر کشور های جهان مورد استفاده قرار می گیرد.

## مصالح مورد استفاده
- سیمان
- سنگدانه
- آب
- میلگرد
- افزودنی
- مفصل